# 가사기급 방호순양함
가사기형 방호순양함(笠置型防護巡洋艦)은 일본 제국 해군의 가사기형 방호순양함으로 동급 함은 가사기와 치토세 두 척이 미국에서 건조되었다. 일본 해군의 방호순양함 중 외국에서 건조된 마지막 함종이다.

## 개요
청일 전쟁 직후 제1기 해군 확장 계획에 따라 미국에 발주되었다. 이것은 외교적인 배려로 알려져 있다. 청일 전쟁을 끝내기 위한 시모노세키 조약의 일부로 청나라로부터 받은 전쟁배상금으로 함의 예산을 마련했다. 함 형은 ‘요시노’의 개량형인 ‘다카사고’와 거의 동일하다. ‘가사기’는 미국 크램프 사의 필라델피아 조선소에서 ‘치토세’는 유니언 아이언 웍스 사의 샌프란시스코 조선소에서 건조되어 1898년과 다음 해 1899년에 준공, 인도되었다.
무장은 준공 후 각각 영국 암스트롱 사와 요코스카에서 탑재되었다. 동형 함이지만 선체 치수 등에 약간 차이가 있다. ‘치토세’는 상비 배수량 4,760톤, 전장 115.27m, 전폭 14.99m 흘수 5.37m, 속력은 22.25 노트였다.
준공 후 1900년 의화단의 난이 발발하자 청나라에 파견되었으며, 러일 전쟁에서는 황해 해전, 쓰시마 해전 등에 참여했다.
‘지토세’는 1907년에 미국에서 개최된 식민지 300년 축제 기념 관함식에 참석했고, ‘가사기’는 1911년도에 소위 후보생의 원양 항해로 하와이 방면으로 항해를 했다. 제1차 세계 대전에서도 두 함은 참전을 했으며 청도 공략 작전 등에 참가했다.
‘가사기’는 1916년에 좌초되어 잃어버렸고, ‘치토세’는 1921년에 2등해방함으로 등급 분규가 변경되어, 1928년에 제적되면서, 1931년에 격침 처분되었다.

## 참고자료
- 해군역사보존회 『일본해군사 제7권』 (第一法規出版, 1995년)
- 잡지 「丸」 편집부 『사진 일본의 군함 제5권 중순양함I』 (고진샤, 1989년） ISBN 4-7698-0455-5
- 후쿠이 시즈오 『후쿠이 시즈오 저작집 제4권 일본순양함 物語』 (고진샤, 1992년) ISBN 4-7698-0610-8